# Báthoryové

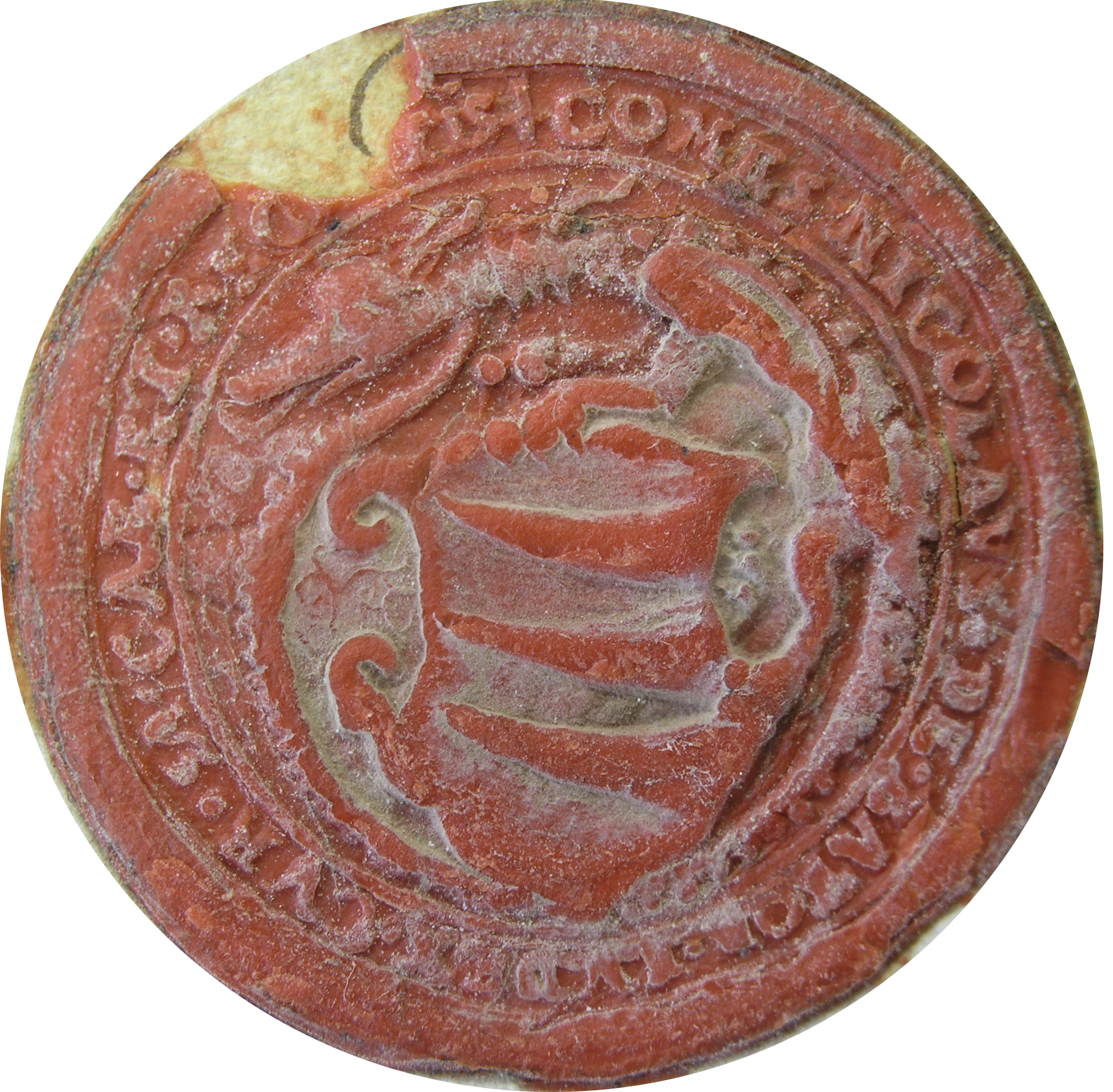
Pečeť Mikuláše Báthoryho z roku 1569

Báthoryové z Ecsedu (slovensky Bátoriové, maďarsky Escedi Báthory család, polsky Batory, v německé podobě Báthori de Ecsed) byli uherský šlechtický rod pocházející z klanu Gutkeledů. 

## Historie
Rod měl velký vliv v období pozdního středověku a v Uhrách jeho členové zastávali vysoké vojenské, administrativní a církevní hodnosti, mimo jiné mezi nimi bylo několik sedmihradských knížat a v osobě Štěpána Báthoryho i jeden polsko-litevský panovník. V 16. a 17. století proběhl mocenský boj mezi Báthoryi a Habsburky, při němž byly používány politické i vojenské metody a v němž rod Báthoryů nakonec podlehl. V kontextu tohoto boje je třeba chápat i zatčení a odsouzení Alžběty Báthoryové, kolem níž pak vznikaly legendy o jejích údajných vraždách.
Rod Báthoryů vznikl ve 13. století poté, co v roce 1279 obdaroval král Ladislav IV. Kumán čtveřici příbuzných mužů za jejich vojenské služby panstvím Bátor (dnes Nyírbátor) v kraji Szabolcs. Po vzájemném vypořádání panství zůstalo jednomu z nich, Bricciovi (zemřel 1322), který se stal zakladatelem rodu Báthoryů.
Rod se pak rozdělil na dvě hlavní větve. Starší byli Báthoryové ze Somlyó, potomci Jana hraběte ze Szatmáru, prvorozeného syna Bricciova, a jeho nejstaršího syna Ladislava (zemřel 1373). Ladislav, hrabě ze Szabolcsu, se oženil s Annou Meggyesiovou a získal Somlyó jako věno. Ladislavův mladší bratr Jiří II. je zakladatelem rodiny Simolinů, později nazývané Báthoryové ze Simolinu. K dalšímu dělení došlo za Ladislavových pravnuků ve druhé polovině 15. století: Jan a Štěpán opustili jméno Báthory a založili rod Szaniszlófiů, zatímco Mikuláš pokračoval v somlyóské dynastii.
Mladší větev rodu, Báthoryové z Ecsedu, založil Lukáš, nejmladší Bricciův syn. Lukáš vlastnil rozsáhlé panství v Szatmáru a král Karel I. Robert mu ještě udělil Ecsed, kde Lukáš postavil hrad zvaný Hűség (věrnost). Tato větev, protože si zachovala majetek Bátoru, se někdy nazývá Bátorové nebo, jakožto mladší linie, Nyírbátorové (Noví Báthoryové).